# ドス・カラス
ドス・カラス（Dos Caras、1951年2月21日 - ）は、メキシコの覆面レスラー。サン・ルイス・ポトシ州サン・ルイス・ポトシ出身。本名はホセ・ルイス・ロドリゲス・アレジャーノ（José Luis Rodríguez Arellano）、愛称はペペ（Pepe）。
同じく覆面レスラーとして活躍したミル・マスカラス、エル・シコデリコの実弟。息子のアルベルト・ロドリゲスとギジェルモ・ロドリゲスもプロレスラーである。

## 来歴
少年時代よりボディビルに打ち込み、16歳でミスター・オリンピアの新人賞を獲得。兄のアーロン（ミル・マスカラス）やパブロ（エル・シコデリコ）に続いてミスター・サン・ルイス・ポトシにも戴冠した。その後、ボディビルのインストラクターを務めながら1968年よりゴリー・メディナのもとでルチャのトレーニングを積み、1970年1月にデビュー。リングネームを付けるにあたってプロモーターからいくつかの名前のリストを提示されたところ、人間の二面性（喜びと怒り）を自身のキャラクターに表現すべく、「2つの顔」を意味するドス・カラスを選んだ。
デビュー当時の覆面も怒顔や笑顔をデザインしたものを被っていたが、これは不評だったという。そこで1971年夏、兄マスカラスが2回目の日本遠征から帰国した際、日本の専門誌『月刊ゴング』が企画したマスカラスのマスクデザイン・コンクールに寄せられた読者のハガキの束をドス・カラスに渡し、その中から気に入ったものを選ぶよう助言。ドス・カラスはそこから双頭の鷲がデザインされた覆面を選び出し、以降自身のマスクとした。彼はそのハガキを、現在でも大切に保管しているという。
1970年代前半は、マスカラスのアメリカでの主戦場でもあったテキサス州サンアントニオに遠征し、ホセ・ロザリオとのタッグで活動。1975年からは、EMLLを脱退したフランシスコ・フローレスが旗揚げしたLLIに参戦。以降メキシコでの主戦場をLLIに移し、1978年6月20日、エル・カネックを破りナショナル・ライトヘビー級王座を獲得した。
同年8月、全日本プロレスに初来日。8月24日の田園コロシアム大会において、兄マスカラスとのマスカラス・ブラザーズでジャイアント馬場&ジャンボ鶴田のインターナショナル・タッグ王座に挑戦、好勝負を残した。翌1979年3月は単独で再来日して『第7回チャンピオン・カーニバル』に出場。同年の末にはマスカラス・ブラザーズとして『'79世界最強タッグ決定リーグ戦』に参戦。馬場&鶴田、ザ・ファンクス、アブドーラ・ザ・ブッチャー&ザ・シーク、大木金太郎&キラー・トーア・カマタ、ミスター・レスリング&マスクド・ストラングラー、ワフー・マクダニエル&フランク・ヒルなどのチームと対戦した。
以降も全日本プロレスの常連外国人選手となり、1980年2月の来日時は、大先輩ドクトル・ワグナーとの「UWAメキシコ・ライトヘビー級選手権」と銘打たれた架空のタイトルマッチが実現、技巧戦の末に勝利を収めた。同年8月の来日時にはマスカラスと組んでPWF杯争奪タッグトーナメントの第1回大会に出場、1回戦でクルト・フォン・ヘス&カール・フォン・スタイガー、2回戦で極道コンビ、決勝でザ・デストロイヤー&ザ・クルーザーを破り、優勝を果たした。翌1981年8月に行われた第2回大会にもマスカラス・ブラザーズとして出場、決勝でリッキー・スティムボート&チャボ・ゲレロを下して2連覇を遂げた。

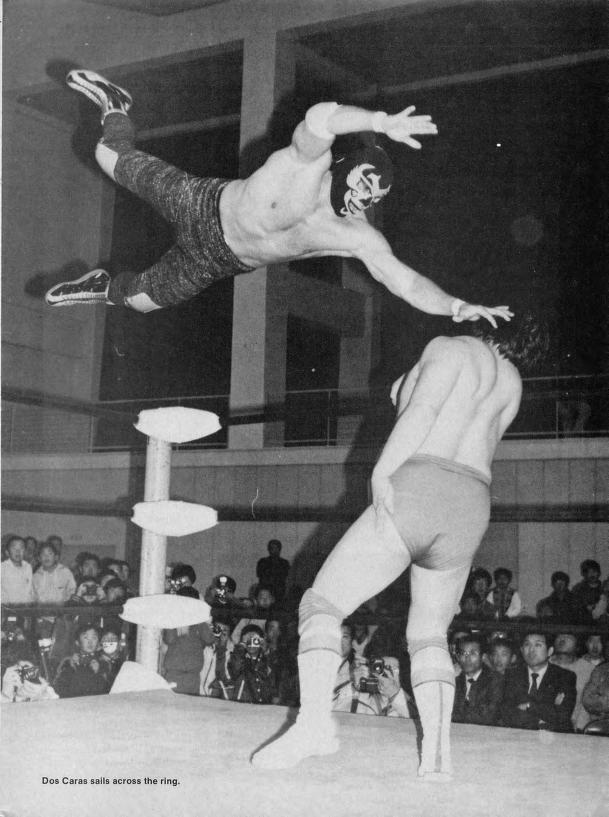
トップロープからプランチャを放つドス・カラス（1983年）

1983年2月25日には愛知県体育館にて、当時大仁田厚が保持していたNWAインターナショナル・ジュニアヘビー級王座に挑戦。同年11月開幕の『'83世界最強タッグ決定リーグ戦』にもマスカラスとの兄弟タッグチームで参加し、スタン・ハンセン&ブルーザー・ブロディのミラクルパワーコンビやタイガー・ジェット・シン&上田馬之助の凶悪コンビとも対戦、これが昭和期の全日本プロレスへの最後の来日となった。
1984年2月26日、エンリケ・ベラからUWA世界ヘビー級王座を奪取。1985年1月20日にはUWAの総本山エル・トレオにてハンセンとシングルマッチで対戦、リンピオに転向した宿敵カネックともタッグを組み、翌週の『UWA10周年記念興行』にてハンセン&ベビー・フェイス（ホセ・グアダルーペ・フェンテス）のチームを破った。
同年より新日本プロレスへ転出し、11月開幕の『IWGPタッグ・リーグ戦』にカネックとのコンビで参加。藤波辰巳とのシングルマッチも実現したが、リーグ戦はアントニオ猪木&坂口征二、藤波&木村健悟、ブロディ&ジミー・スヌーカ、ディック・マードック&マスクド・スーパースター、ハクソー・ヒギンズ&ザ・バーバリアンなどのチームを相手に1勝4敗2分けで参加8チーム中6位の戦績で終わった。翌1986年5月の再来日ではザ・コブラとの試合で左腕を負傷、途中帰国を余儀なくされている。
以後、しばらく来日は途絶えることとなったが、1986年はEMLLのリングにも登場し、1月28日にビジャノ3号&ビジャノ5号と組んでロス・ブラソス（ブラソ・デ・オロ、エル・ブラソ、ブラソ・デ・プラタ）からナショナル・トリオ王座を奪取。同年12月30日にはカネックを破りUWA世界ヘビー級王座を再び獲得している。1989年にはWWAの世界ヘビー級王者にも認定された。
1990年代に入り、日本へはW★ING、ユニバーサル・プロレスリング、WARなどインディー系の団体に参戦。1995年7月にはみちのくプロレスに来日、『第1回ふく面ワールドリーグ戦』でザ・グレート・サスケを破り優勝した。
1992年2月2日、カネックからUWA世界ヘビー級王座を奪取して同タイトルへの3度目の戴冠を果たすも、AAAの出現などでLLIは崩壊寸前となり、1994年10月よりCMLLに移籍。1996年3月22日にはエクトール・ガルサとラ・フィエラをパートナーにCMLL世界トリオ王座を獲得した。しかし、1997年6月にAAAから選手を借り受けて単独興行を主催したことによりCMLLを解雇され、以降は準レギュラーのポジションでAAAに出場。2000年9月にデビューしたドス・カラス・ジュニアとも親子タッグを結成した。
2002年7月、全日本プロレスへの約19年ぶりの来日が実現。かつての全日本マットで「夏の風物詩」と謳われたマスカラス・ブラザーズを再結成し、武藤敬司ともタッグを組んだ。セミリタイア後の2010年5月8日には、WWEのメキシコシティでの興行にスペシャルゲストとして登場、チャボ・ゲレロ・ジュニアを相手に凱旋試合を行うドス・カラス・ジュニアをリング上から紹介した。
2019年2月19日、両国国技館で行われたジャイアント馬場没後20年追善興行にマスカラスと共に出場、カズ・ハヤシ＆NOSAWA論外から勝利を収めた。

## 得意技
- ヌカドーラ
- プランチャ・スイシーダ
- トペ・スイシーダ
- ウラカン・ラナ・インベルティダ
- フライング・クロス・チョップ

## 獲得タイトル
LLI
- UWA世界ヘビー級王座：3回[17]
- ナショナル・ライトヘビー級王座：1回[7]

CMLL
- CMLL世界トリオ王座：1回（w / エクトール・ガルサ&ラ・フィエラ）[25]
- ナショナル・トリオ王座：1回（w / ビジャノ3号&ビジャノ5号）[21]

WWA
- WWA世界ヘビー級王座：1回[22]

ユニバーサル・プロレスリング
- ユニバーサル最強トリオ決定リーグ戦優勝：1回（w / グラン浜田&ケンドー）

みちのくプロレス
- ふく面ワールドリーグ戦優勝 : 1回

## 入場テーマ曲
- スカイ・ハイ（ジグソー）

全日本プロレスで使用されたのは、映画主題歌としての「メインタイトル」バージョンである。他団体参戦時には、アップテンポなシングルカット版も使われた。